# Gli assassini sono nostri ospiti
Gli assassini sono nostri ospiti è un film italiano del 1974 diretto da Vincenzo Rigo.

## Trama
Franco, Eliana e Mario rapinano una gioielleria a Milano e si danno alla fuga. Franco però è rimasto ferito nella sparatoria con la polizia, così i tre decidono di rifugiarsi momentaneamente in una villa isolata, quella dove abita il dottor Malerba. I malviventi costringono Malerba, che è un medico, ad occuparsi di Franco, nel frattempo contattano Eddy, il capo dell'organizzazione. Mentre il trio aspetta che arrivi Eddy, la tensione nella casa inizia a salire.